# Agnieszka Trzeszczak
Agnieszka Trzeszczak (ur. 7 października 1983) – polska perkusistka.

## Życiorys
Swój warsztat muzyczny szlifowała podczas rocznego pobytu w USA uczyła się m.in. u Virgila Donatiego i Paula Wertico. Wkrótce po powrocie z USA, w 2004 została perkusistką łódzkiej heavymetalowej grupy Pathology. Grała w programie telewizyjnym Szymona Majewskiego z zespołem SheMoans. Współpracowała z Wojtkiem Pilichowskim, Kayah, Natalią Kukulską, Kasią Kowalską, Wojtkiem Olszakiem, Mrozem, Sidneyem Polakiem, Dawidem Kwiatkowskim, Patrycją Markowską, Marcinem Nowakowskim czy Maćkiem Silskim. Zajęła drugie miejsce w plebiscycie czytelników magazynu „Top Drummer” na perkusistę roku 2009 w kategorii Nowe Nadzieje. W dorobku ma płytę ze swoim zespołem Pathology. W lutym 2011 wraz z Shemoans brała udział w finale polskich eliminacji Eurowizji 2011, gdzie zespół ostatecznie zajął 5. miejsce.